# Combustível (canção)
"Combustível" é uma canção da cantora brasileira Ana Carolina, que está incluída em seu álbum "#AC. A canção foi composta por Ana em parceria com Edu Krieger.
A canção foi escolhida como um dos singles do álbum, junto com "Un sueño bajo el agua" e "Leveza de Valsa".

## Contexto
Quatro anos após o lançamento de seu último álbum em estúdio, N9ve, Ana Carolina lançará seu sexto álbum em estúdio, #AC, em junho de 2013. O álbum foi gravado em Los Angeles em 2012.
Em 15 de maio de 2013, "Combustível", foi tocada pela primeira vez na rádio JB FM. No dia seguinte, a cantora confirmou em seu Facebook oficial que a canção "Combustível" seria um dos singles do álbum.
Em um show na Fundição Progresso no dia 18 de maio, a cantora conversou com os fãs em relação ao álbum, e cantou uma pequena parte da canção. Essa performance acabou se tornando a primeira ao vivo da canção. No mesmo show a cantora confirmou que a canção estará na trilha sonora da telenovela "Amor à Vida", da Rede Globo. A canção é tema dos personagens César (Antônio Fagundes) e Aline (Vanessa Giácomo).
A canção foi divulgada por inteiro no canal oficial da cantora no YouTube em 22 de maio.
Em uma entrevista ao blogueiro Hugo Gloss, Ana deixou clara a possibilidade de gravar um vídeo clipe para a canção.

Ainda estou escolhendo um tema para rodar “Combustível”, mas é sobre uma apaixonada, fanática, suicida, louca por seu amor, dá para você fazer esse papel? Sabe mexer com fogo? Mande seu composite e seu ”rolo”, para avaliarmos.— Ana Carolina